# Yared Beharu
Yared Beharu, né le 21 mai 2001, est un coureur cycliste éthiopien.

## Carrière
Aux Championnats d'Afrique de cyclisme sur route 2021 au Caire, il remporte la médaille de bronze en contre-la-montre par équipes mixtes.

## Palmarès
- 2021
  -  Médaillée de bronze du championnat d'Afrique du contre-la-montre par équipes mixtes